# Tropidoturris scitecosta
Tropidoturris scitecosta é uma espécie de gastrópode do gênero Tropidoturris, pertencente a família Borsoniidae.